# Halls of Frozen North
Halls of Frozen North è il primo album in studio del gruppo metal finlandese Catamenia, pubblicato nel 1998.

## Tracce
1. Dreams of Winterland − 3:30
2. Into Infernal − 3:37
3. Freezing Winds of North − 3:36
4. Enchanting Woods − 3:38
5. Halls of Frozen North − 3:06
6. Forest Enthroned − 3:49
7. Awake in Dark − 2:51
8. Song of the Nightbird − 3:40
9. Icy Tears of Eternity − 3:04
10. Burning Aura − 3:36
11. Child of Sunset − 2:36
12. Land of the Autumn Winds − 3:50
13. Pimeä yö − 4:19
14. Outro − 1:21

## Formazione
- Mika Tönning − voce
- Riku Hopeakoski − chitarra
- Sampo Ukkola − chitarra
- Timo Lehtinen − basso
- Toni Tervo − batteria
- Heidi Riihinen − tastiere